# Halberstadt
Pour les articles homonymes, voir Halberstadt (homonymie).
Halberstadt est une ville allemande. Elle est située dans l'ouest du land de Saxe-Anhalt et est le chef-lieu de l'arrondissement de Harz.

## Géographie

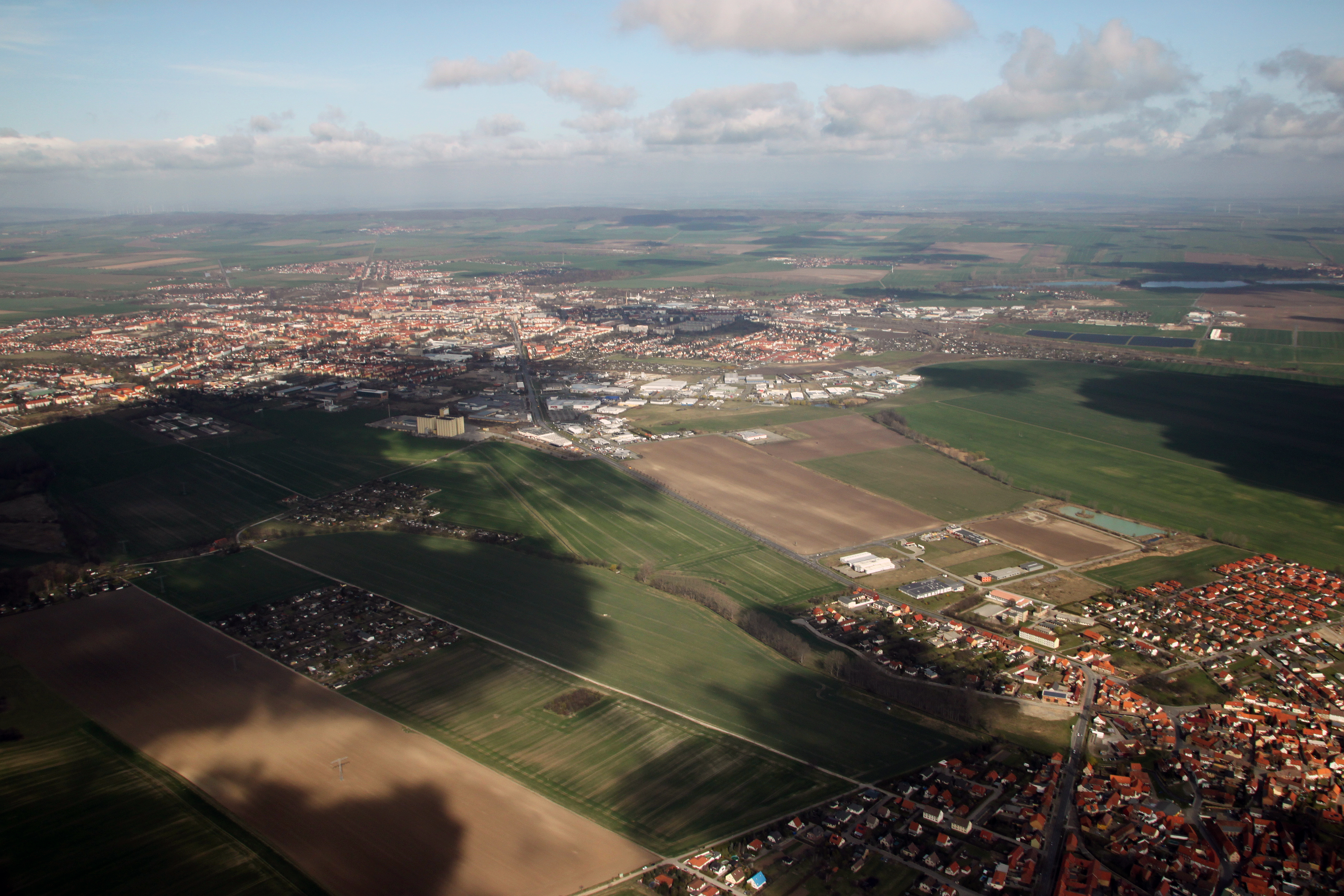
Halberstadt (à l'arrière-plan), depuis le sud-est.

La ville, qui s'étend à 20 km au nord-est du massif d'Harz, est arrosée par deux rivières, l'Holtemme et le Goldbach, deux affluents de la Bode. Halberstadt est dominée au nord par les collines d’Huy, à l'est s'étend la plaine fertile de la Magdeburger Börde et au sud les collines de Spiegelsberge, Thekenberge et Klusberge. Avec environ 40 000 habitants, Halberstadt est la ville la plus peuplée de l'arrondissement de Harz.
Halberstadt se trouve en climat tempéré. Les précipitations moyennes annuelles à Halberstadt se montent à 532,8 mm d'eau. L'essentiel des pluies tombe au mois de juin, et le mois le plus sec est février.
| Mois       | jan. | fév. | mars | avril | mai  | juin | jui. | août | sep. | oct. | nov. | déc. | année |
| ---------- | ---- | ---- | ---- | ----- | ---- | ---- | ---- | ---- | ---- | ---- | ---- | ---- | ----- |
| Préc. (mm) | 36,1 | 32,1 | 40,2 | 44    | 56,8 | 66,9 | 45,5 | 59,8 | 37,9 | 32,2 | 39,4 | 41,9 | 532,8 |

## Histoire
| Appartenances historiques Principauté épiscopale d'Halberstadt 1180-1648 Royaume de Prusse (Principauté d'Halberstadt) 1648–1807 Royaume de Westphalie 1807–1813 Royaume de Prusse (Province de Saxe) 1815–1871 Empire allemand 1871–1918 République de Weimar 1918–1933 Reich allemand 1933–1945 Allemagne occupée 1945–1949 République démocratique allemande 1949–1990 Allemagne 1990–présent |

### Moyen Âge

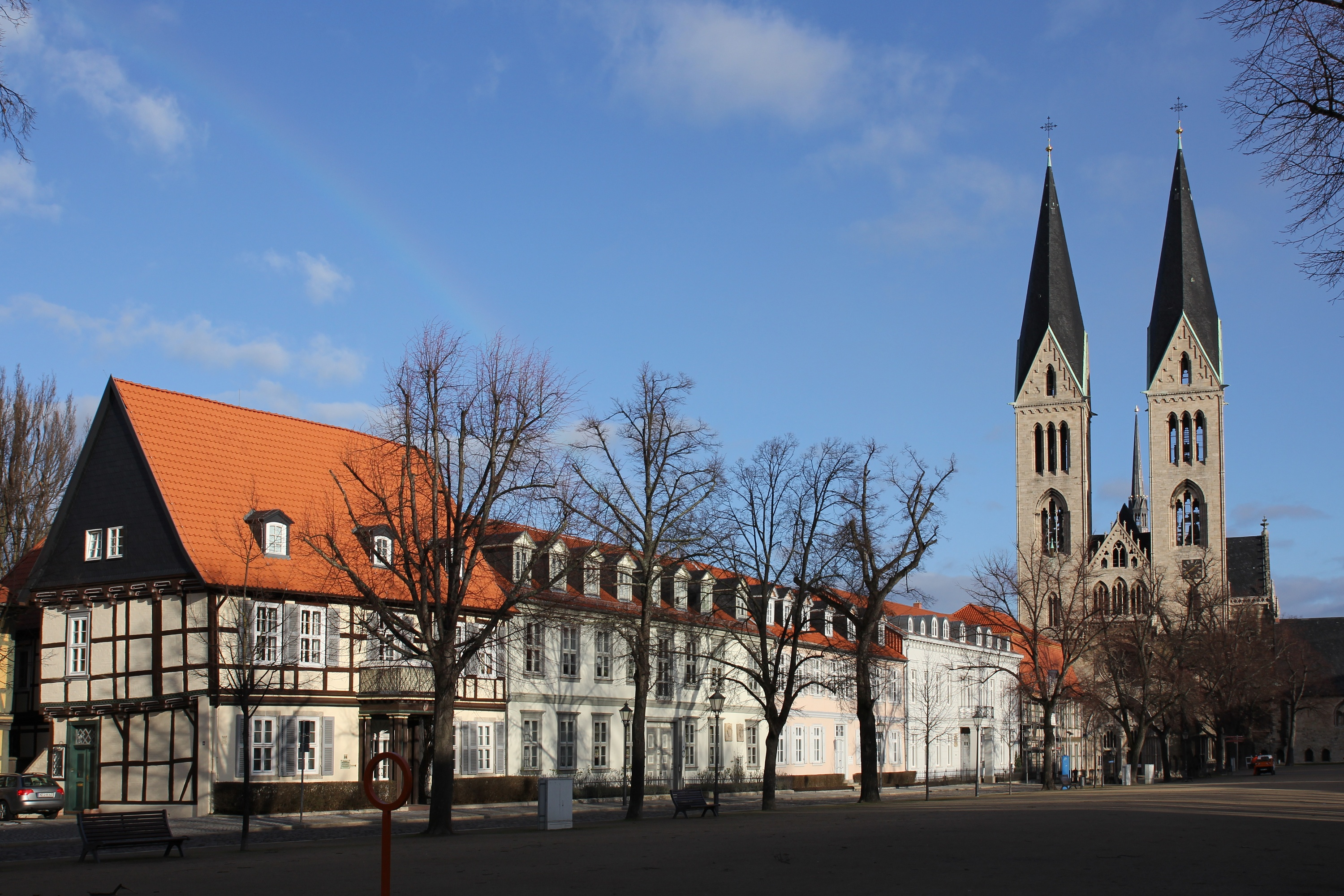
La place de la cathédrale.

L'empereur Charlemagne éleva en 804 la mission d'Halwerstidde dans le duché de Saxe en évêché de Halberstadt. Puis en 989 le jeune roi Othon III de Germanie accorda à l'évêque Hildiward (968–996) les droits de foire, de monnaie et d'octroi, ainsi que les pouvoirs justiciers et celui de lever une armée : en bref tous les pouvoirs temporels sur le pays de Hartz et les bourgeois de Halberstadt - les débuts de la principauté épiscopale de Halberstadt (Hochstift Halberstadt), une principauté ecclésiastique historique du Saint-Empire romain. En 1005, ce prélat entreprit la construction de l’Église Notre-Dame (Liebfrauenkirche).
En 1179 le duc de Saxe, Henri le Lion, au cours du conflit qui l'a opposé à l'empereur Frédéric Barberousse, mit la ville à sac, détruisant la cathédrale et son château. L'évêque Burchard a fondé un monastère à Halberstadt vers l'an 1186 ; peu tard, les Templiers y ont établi une commanderie. La reconstruction de la cathédrale de Halberstadt, commencée en 1236, fut achevée en 1491. Un autre couvent fut fondé par les Servites de Marie vers l'an 1297.
En 1316, le Martineum (de) est attesté pour la première fois. À l'origine école d'un monastère dominicain, c'est aujourd'hui l'un des plus anciens lycées d'Allemagne toujours en activité.
En 1326, Halberstadt forma une ligue défensive (Halberstädter Dreistädtebund) avec les villes avoisinantes d'Aschersleben et Quedlinbourg pour la sauvegarde de son autonomie ; une alliance qui tint 150 ans (jusqu'en 1477). Grand centre économique, spécialisé dans le commerce des étoffes et du lin, elle devint en 1387 membre de la ligue hanséatique. La statue en grès de Roland, haute de 4,30 m, fut érigée en 1433.

### Ère moderne

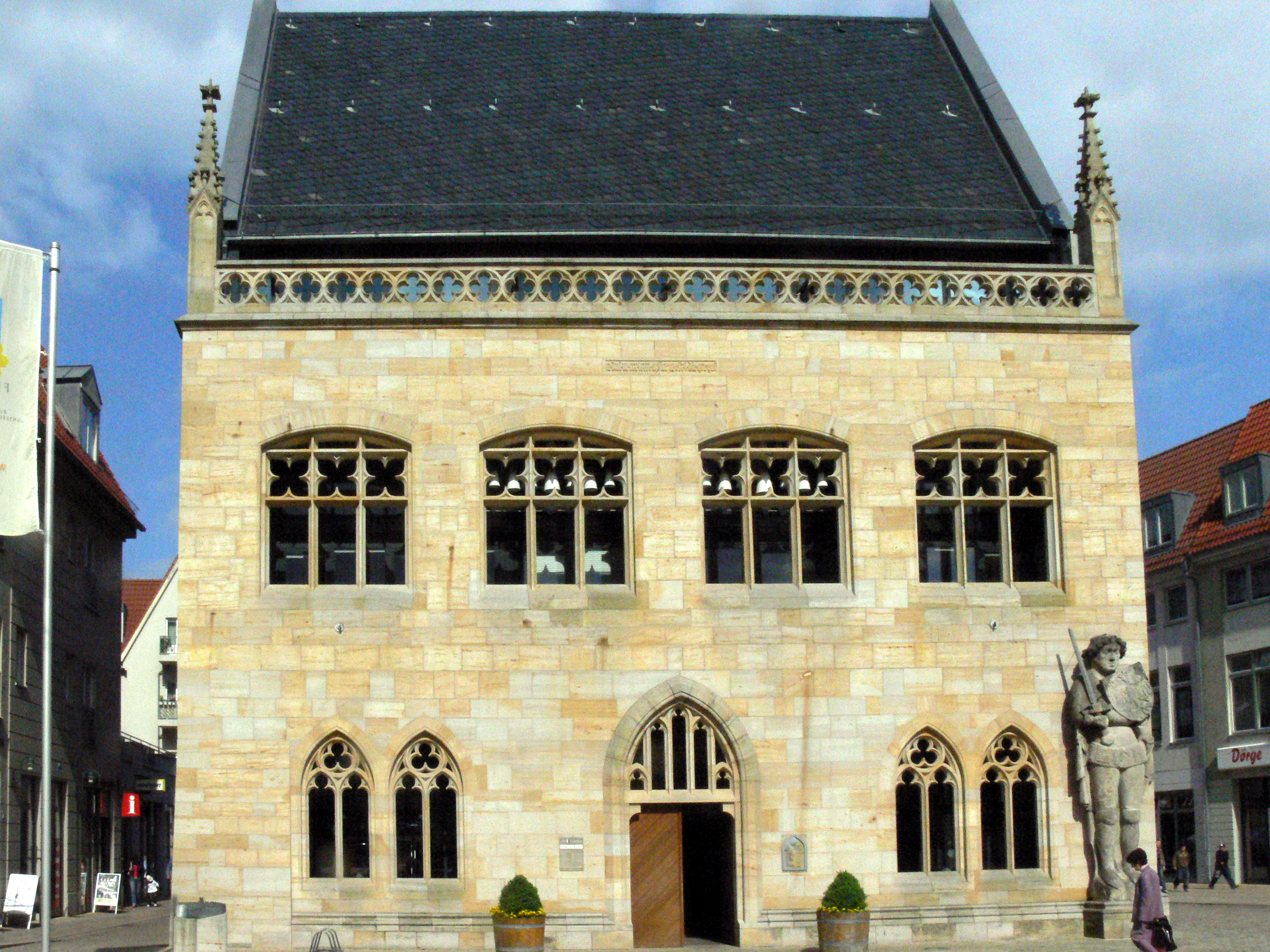
La mairie avec la statue de Roland.

Le premier prince-évêque de Halberstadt qui propagea le protestantisme était Henri-Jules, aussi duc de Brunswick-Lunebourg et prince de Wolfenbüttel, en 1591. Néanmoins, jusqu'à la fin de la guerre de Trente Ans, les deux confessions, catholique et luthérienne, étaient représentées au sein du chapitre canonial. En 1629, Halberstadt fut occupée pour la seconde fois par les armées de Wallenstein. Le général en chef du Saint-Empire restitua de façon éphémère la cathédrale et l'église Notre-Dame aux catholiques et le 18 janvier 1630 il fit lui-même une entrée triomphale dans la ville.
Après la guerre, en 1648, l'ancienne principauté épiscopale de Halberstadt fut sécularisé et annexé comme domaine ducal à l'État de Brandebourg-Prusse : Halberstadt fut désormais, et jusqu'en 1994, une ville de garnison (le chancelier Otto von Bismarck portait souvent l'uniforme du régiment de cuirassiers de Halberstadt). La ville fut décimée en 1681/1682 par une épidémie de peste où 2 197 personnes périrent.
Vers 1750, le secrétaire-général du chapitre de la cathédrale, Johann Wilhelm Ludwig Gleim, fit de son salon l'un des foyers de Lumières en Prusse (la grande bibliothèque de Gleimhaus est aujourd'hui l'un des deux plus anciens musées littéraires d'Allemagne). En 1761, le chanoine Ernst-Ludwig von Spiegel acheta les collines de Spiegelsberge et les aménagea en jardin à l'anglaise. En 1778, le piétiste Friedrich Eberhard von Rochow fonda le premier séminaire régional d'Allemagne à Halberstadt.

### Période contemporaine
En 1807, après les traités de Tilsit, l'empereur Napoléon Ier annexa la principauté d'Halberstadt au Royaume de Westphalie et fit de la ville une préfecture et le chef-lieu du département de la Saale. Pendant la guerre de la Cinquième Coalition, le 29 juillet 1809, le duc Frédéric-Guillaume de Brunswick-Wolfenbüttel, à la tête d'un corps franc, la Schwarze Schar, s'empara de la ville et fit 1 500 prisonniers. En 1815, Halberstadt se trouva rattachée à la Province de Saxe prussien, dont la capitale était Magdebourg. La ville faisait partie du district de Magdebourg, elle est devenue le chef-lieu d'un district urbaine, puis le chef-lieu d'un district rurale à partir de 1825.
Avec l'ouverture de la ligne ferroviaire Magdebourg-Halberstadt en 1843, les communications avec le reste de l'Allemagne devinrent plus rapides. En 1883, un industriel, Friedrich Heine, y établit une usine de viande et de charcuterie (saucisses de Halberstadt). Les bains publics datent de 1890. La ville reçut sa première ligne électrifiée de tramway en 1903. Le théâtre municipal et le musée ont été inaugurés en 1905.

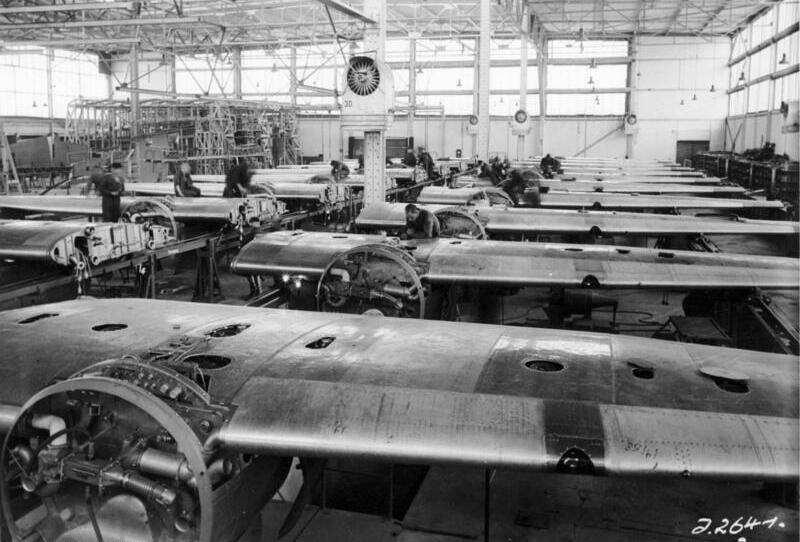
Atelier d'assemblage d'ailes de bombardiers Ju 88 dans les usines Junkers.

En 1912, les usines Bristol Aeroplane allemandes ouvrent leur première usine continentale à Halberstadt. Rebaptisée Halberstädter Flugzeugwerke en 1914 au cours de la Première Guerre mondiale, elle fournit l’armée de l'air embryonnaire de l’Empire allemand en aéroplanes. Au terme du Traité de Versailles, la République de Weimar doit mettre un terme aux constructions aéronautiques si bien qu'au début de 1926, la Berlin-Halberstädter Industriewerke AG est en situation de banqueroute.

### Seconde Guerre mondiale et l'après
Dans le cadre du Réarmement de l'Allemagne sous le Troisième Reich, une partie des terrains de l'ancienne Industriewerke sont repris en 1935 par une filiale de l'usine Junkers Flugzeug-und-Motorenwerke à Dessau, chargée de la fabrication des ailes des bombardiers Ju 88. Cette usine et la base aérienne de la Luftwaffe au sud de la ville seraient à de multiples reprises la cible de bombardements américains au cours de la Seconde Guerre mondiale. (→ Big Week).
Durant cette période, la synagogue de la Bakenstrasse, l'un des plus beaux édifices baroques d'Europe, édifié en 1712 par le banquier et juif de cour prussienne Berend Lehmann, a été détruite par les nazis dans les pogromes de novembre 1938. Comme elle était mitoyenne des maisons à colombages traditionnelles de la rue, les autorités se gardèrent d'y mettre le feu et forcèrent des Juifs à la démonter entièrement pierre par pierre. Le 23 novembre 1942, les derniers membres de la communauté juive furent déportés par les nazis au cours de la Shoah.
Les SS y établirent plusieurs camps de concentration annexes durant la guerre : ainsi l'annexe du camp de Buchenwald établie en 1944 dans l'usine Junkers de la rue Harsleben, qui employait 400 à 900 détenus condamnés aux travaux forcés ; ou celle du camp de Langenstein-Zwieberge en aval du pont de Wehrstedt, qui employait 200 détenus à la réparation des trains et locomotives.

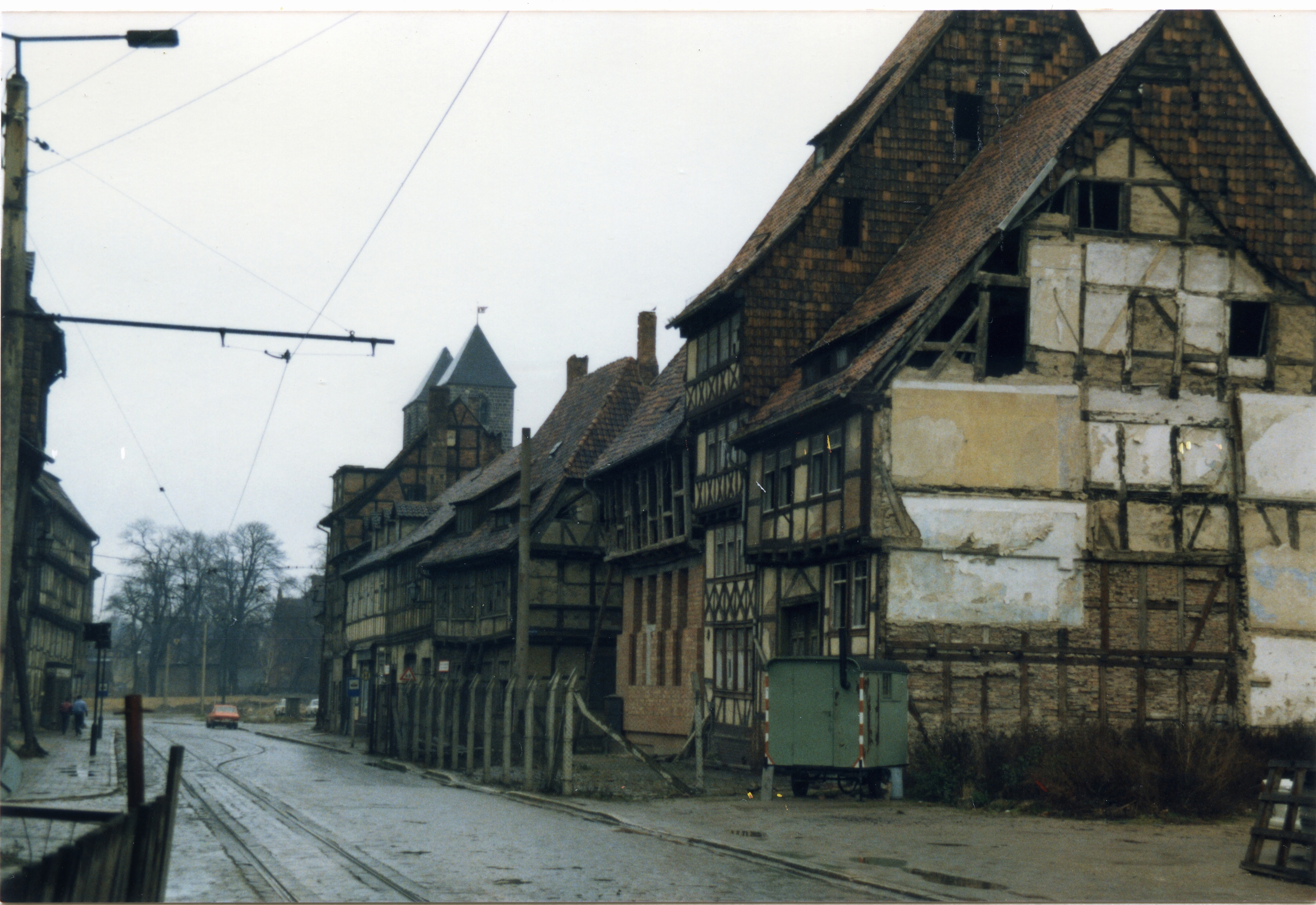
La rue Gröper dans la vieille ville (1985) : les maisons ont été démolies à l'époque de la RDA.

Le 8 avril 1945, 218 bombardiers américains de type B-17 (forteresse volante) appartenant à la 1re Division de la Huitième Air Force ont largué lors d'un bombardement en nappe 595 tonnes de bombes conventionnelles et incendiaires, détruisant le centre-ville à 82 %. Cette division était escortée de 239 chasseurs. L'attaque tua plus de 2 500 personnes et laissa 1 500 000 m3 de ruines. L'armée américaine s'emparait de la ville seulement trois jours plus tard, le 11 avril. Le 18 mai, ils abandonnaient la ville aux forces britanniques qui la remirent fin juin 1945 à l’Armée rouge.
C'est ainsi qu'Halberstadt devint en 1949 une ville de l'Allemagne de l'Est (RDA). Une garnison de la 3e armée de choc soviétique était stationnée sur le camp militaire. Une autre grande partie du centre historique tomba en ruines durant les décennies qui suivirent. Même à Halberstadt, le mouvement antiguerre de Schwerter zu Pflugscharen (« de l'épée à la charrue »), porté largement par les Églises luthériennes, donnait lieu aux protestations pacifiques et au passage à la démocratie parlementaire en 1989 (Die Wende), rendant possible la réunification allemande.

## Monument
- Cathédrale Saint-Étienne. La construction débuta en 1240 et la nef fut achevée vers la fin du XVe siècle.

## Jumelage
- Wolfsbourg (Allemagne) depuis le 21 septembre 1989
- Banska Bystrica (Slovaquie) depuis le 16 septembre 1998
- Nachod (Tchéquie) depuis le 1er décembre 1998
- Villars (Loire) (France) depuis le 15 novembre 2003

## Musique
Depuis 2001, la pièce du compositeur américain John Cage Organ²/ASLSP est jouée sur l'orgue de l'église Saint-Burchard. L'exécution doit durer 639 ans.

## Personnalités liées à Halberstadt
- Paul Laurentius (1554-1624), théologien luthérien, recteur du Martineum (1578-1582).
- Gottfried Adolf Kinau (1814-1887), astronome, élève au lycée de la Cathédrale.

### Nées à Halberstadt
- Friedrich Ernst Ludwig von Fischer (1782-1854), botaniste.
- Helmuth Weidling (1891-1955) général de la Seconde Guerre mondiale.
- Hermann Seeger (1857-1920), peintre.
- Minna Bollmann (1876-1935), femme politique.
- Gabriel Bach (1927-2022), juriste israélien.
- Anke Lautenbach (1960-2012), chanteuse.
- Linda Hesse (née le 22 mai 1987), chanteuse.

### Décédées à Halberstatd
- Heinrich Rixner (1634-1692), théologien protestant, pasteur surintendant de la principauté d'Halberstadt et des comtés associés de Hohnstein et Reinstein.